# Mossfränskivling
Mossfränskivling (Hebeloma incarnatulum) är en svampart som beskrevs av Alexander Hanchett Smith 1984. Enligt Catalogue of Life ingår Mossfränskivling i släktet fränskivlingar,  och familjen Strophariaceae, men enligt Dyntaxa är tillhörigheten istället släktet fränskivlingar,  och familjen buktryfflar. Arten är reproducerande i Sverige. Inga underarter finns listade i Catalogue of Life.